# Bukovik, Prijepolje
Bukovik (izvirno srbsko Буковик) je naselje v Srbiji, ki upravno spada pod Občino Prijepolje; slednja pa je del Zlatiborskega upravnega okraja.

## Demografija
V naselju, katerega izvirno (srbsko-cirilično) ime je Буковик, živi 89 polnoletnih prebivalcev, pri čemer je njihova povprečna starost 41,3 let (39,6 pri moških in 43,5 pri ženskah). Naselje ima 32 gospodinjstev, pri čemer je povprečno število članov na gospodinjstvo 3,34.
Prebivalstvo je večinoma nehomogeno, a v času zadnjih treh popisov je opazno zmanjšanje števila prebivalcev.
|  |

| Demografija | Demografija     | Demografija     |
| Leto        | Št. prebivalcev | Št. prebivalcev |
| ----------- | --------------- | --------------- |
|             |                 |                 |
|             |                 |                 |
|             |                 |                 |
|             |                 |                 |
| 1948        | 336             |                 |
| 1953        | 373             |                 |
| 1961        | 319             |                 |
| 1971        | 305             |                 |
| 1981        | 275             |                 |
| 1991        | 161             | 161             |
| 2002        | 162             | 107             |
|             |                 |                 |

| Etnična sestava po popisu iz leta 2002 | Etnična sestava po popisu iz leta 2002 | Etnična sestava po popisu iz leta 2002 | Etnična sestava po popisu iz leta 2002 | Etnična sestava po popisu iz leta 2002 |
| -------------------------------------- | -------------------------------------- | -------------------------------------- | -------------------------------------- | -------------------------------------- |
| Muslimani                              | Muslimani                              |                                        | 45                                     | 42,05%                                 |
| Bošnjaki                               | Bošnjaki                               |                                        | 42                                     | 39,25%                                 |
| Srbi                                   | Srbi                                   |                                        | 20                                     | 18,69%                                 |
| Neznano                                | Neznano                                |                                        | 0                                      | 0,0%                                   |